# Debian Package Manager

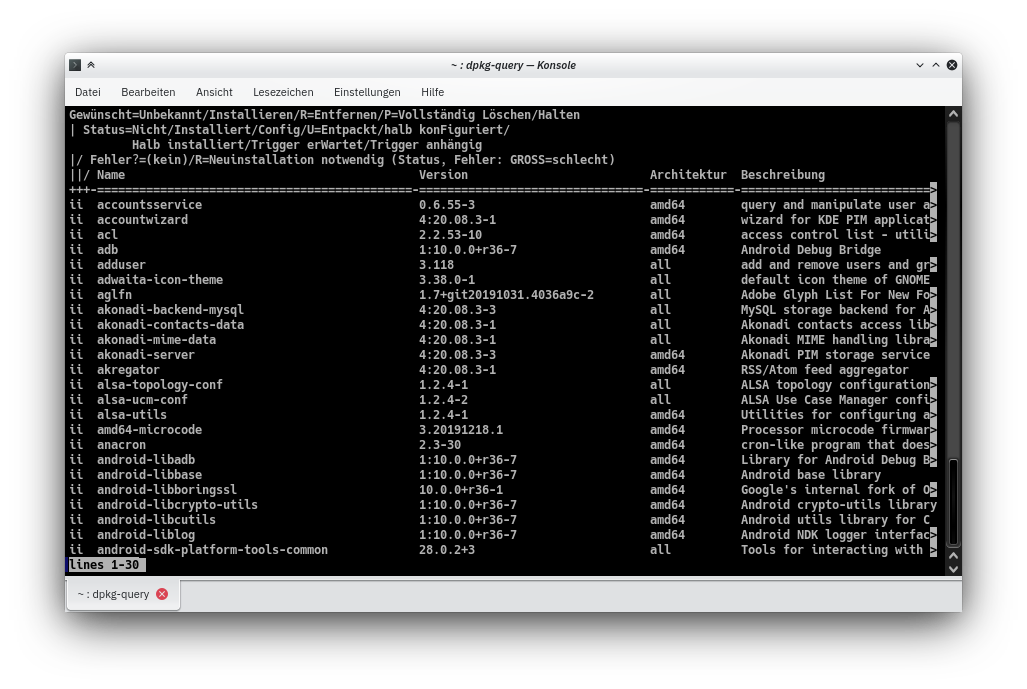
Auflistung installierter Pakete in dpkg auf einem Debian-System

dpkg (geläufige Sprechweise: [diː ˈpækɪdʒ]) ist die Basis der Paketverwaltung des Betriebssystems Debian und das grundlegende Programm zum Installieren und Manipulieren von Debian-Binärpaketen (Dateiendung „.deb“).
Der Name dpkg ist eine Abkürzung für Debian Package. Das Debian-Software-Paket-Format wurde im Debian-Projekt entwickelt; allerdings wird dieses Paketformat und das Paketverwaltungsprogramm dpkg auch von anderen Software-Distributionen verwendet. Beispielsweise das Fink-Projekt, welches Open-Source-Pakete für Mac OS X zur Verfügung stellt. Ebenfalls kommt dpkg häufig bei gejailbreakten iOS-Geräte zur Paketverwaltung zum Einsatz.

## Beispiele
Ein Paket installieren:
```
 
dpkg
 
-i
 
'dateiname.deb'

```

Ein Paket entfernen:
```
 
dpkg
 
-r
 
'paketname'

```

Alle installierten Pakete auflisten:
```
 
dpkg
 
-l

```

Alle im Paket enthaltenen Dateien auflisten:
```
 
dpkg
 
-L
 
'paketname'

```

## Aufdpkgaufbauende Software
dpkg kann keine Abhängigkeiten auflösen (d. h. benötigte Zusatzpakete laden) oder überhaupt Pakete per Netzwerk herunterladen. Es kann nur mit Dateien umgehen, die sich im Dateisystem befinden. Daher gibt es mehrere Programme, die diese Möglichkeiten ergänzen und auf dpkg aufbauen.
Die Textschnittstelle dselect kann selbständig Abhängigkeiten zwischen Paketen auflösen und Konflikte zwischen Paketversionen erkennen. Dies ist die Hauptfunktionalität von dselect. Zum eigentlichen Installieren und Konfigurieren von Paketen kommt dpkg zum Einsatz. dselect kann Pakete aus diversen Quellen wie CDs, NFS- oder FTP-Servern beziehen. Dieses Frontend wurde ursprünglich von Ian Jackson entwickelt und war bis Debian 2.2 der bevorzugte Paketmanager. Normalerweise wird dselect ohne Parameter aufgerufen. Es wird ein interaktives Menü präsentiert, das dem Benutzer eine Liste von Aktionen anbietet. Der Auswahlbildschirm ist standardmäßig in eine obere und eine untere Hälfte geteilt. Die obere Hälfte zeigt eine Liste von Paketen. Ein Cursorbalken wählt individuelle Pakete oder, falls zutreffend, eine Gruppe von Paketen durch Auswahl der Gruppenkopfzeile aus. Die untere Hälfte des Bildschirms zeigt einige Details über das derzeit in der oberen Hälfte des Bildschirms ausgewählte Paket an. dselect setzt den Administrator direkt einigen Komplexitäten aus, die beim Verwalten großer Paketmengen mit vielen Abhängigkeiten untereinander auftreten.
Das APT-Programm apt-get ist ein Mittel für das Besorgen und Installieren von Paketen aus verschiedenen Quellen (repositories) über die Kommandozeile.
apt-get arbeitet mit dem Paketnamen und kann die Debian-Pakete nur installieren, wenn eine entsprechende Quelle in der /etc/apt/sources.list-Datei aufgeführt ist. Es ruft nach dem Herunterladen des Debian-Paketes direkt dpkg auf.
Seit Debian 3.0 sind apt-get und Frontends dafür wie beispielsweise aptitude und Synaptic die bevorzugten Werkzeuge zur Paketverwaltung.